# Corydalis malkensis
Corydalis malkensis là một loài thực vật có hoa trong họ Anh túc. Loài này được Galushko mô tả khoa học đầu tiên năm 1976.